# Jonker (bedrijf)

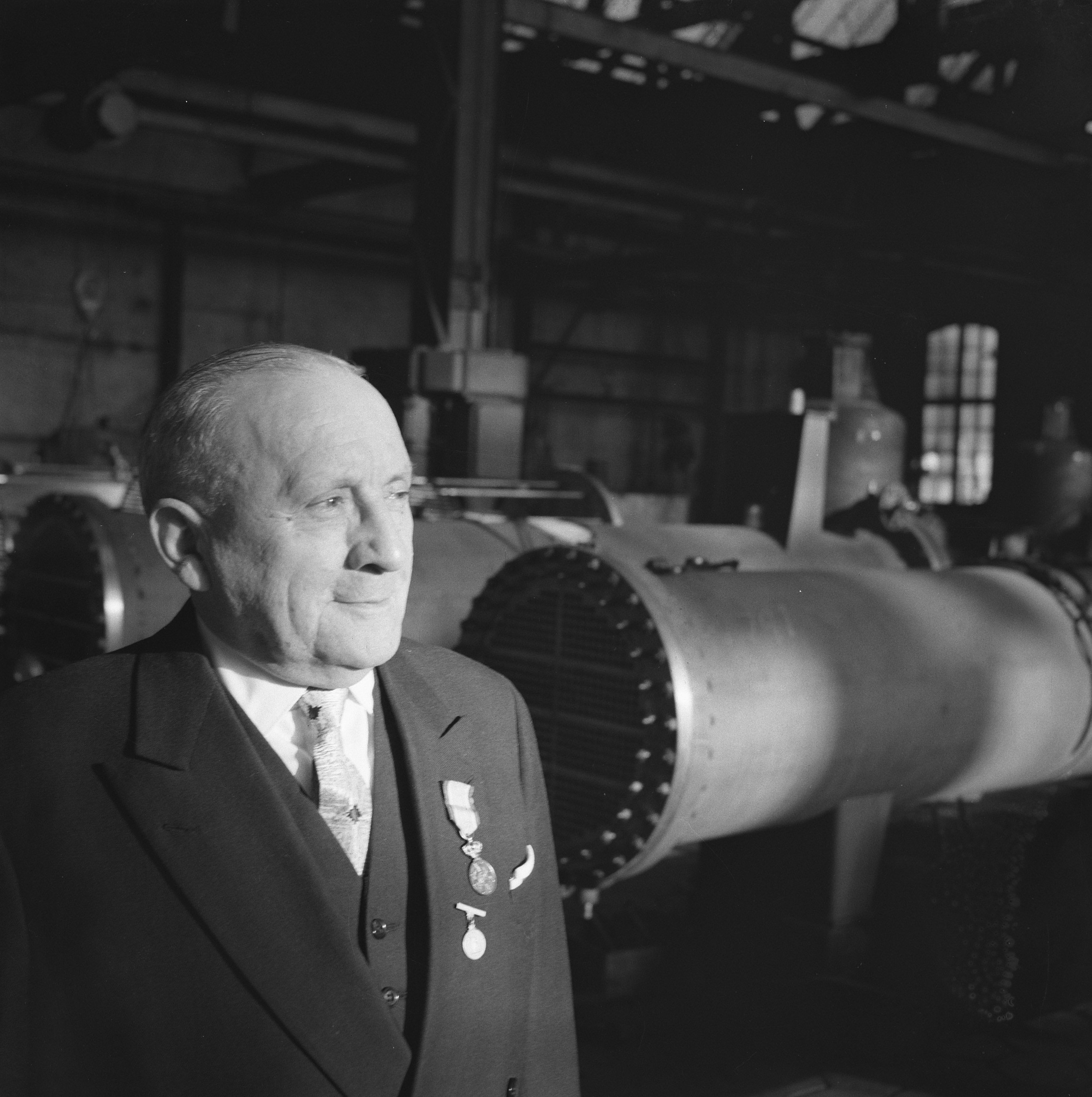
H. van de Maas vierde in 1961 zijn jubileum als zestig jaar als ketelmaker bij de fa. Jonker

Jonker was een smederij en machinefabriek gevestigd te Amsterdam, en heeft met voorlopers bestaan van 1755 tot 1983.

## Beginperiode
Midden 18e eeuw vestigde de smid en slotenmaker Lucas Jonker uit Vriezenveen in Amsterdam waar hij ingeschreven wordt in het smidsgilde. Zoon Hendrik krijgt in 1806 een vestigingsvergunning als smid. Hij wordt in 1821 opgevolgd door een zoon die een scheepssmederij heeft waar vuurhaarden en scheepskombuizen worden vervaardigd. Rond 1830 ontstaat de firma Hk. Jonker en Zn. die in 1834 de ankersmederij op de Wittenburgergracht verwerft. Hun scheeps- en ankersmederij groeit uit tot een machinefabriek mede door het aangaan van een compagnonschap met Johann Heinrich Willem Berges, in 1861, onder de firma Berges en Jonker. In 1868 gaan de Jonkers verder met een plaatsgenoot, Hendrik Everhard Suyver, voormalig ketelmakersbaas bij De Atlas. Ook deze combinatie houdt niet heel lang stand: in 1877 scheiden de wegen: Suyver gaat zelfstandig verder, de Jonkers gaan verder onder de oude naam Hk. Jonker en Zn. onder welke naam het bedrijf lang bekend blijft.

## Groei
Tot circa 1860 is scheepssmeedwerk de hoofdzaak, in de jaren 1860 wordt het productieprogramma verbreed met onder meer brandkasten en droog- en verwarmingstoestellen. Een bijzondere specialiteit van het bedrijf betreft apparatuur voor de grafische nijverheid: lithografische persen, boekbindersgereedschappen als vouw-, verguld- en papiersnijmachines, naast pletpersen. Met Suyver komt ook de vervaardiging van stoomketels en stoommachines op gang. De stoomtechniek is een volgende specialiteit die het bedrijf in de verdere loop van zijn bestaan blijft houden.
Verder staat er een wisselend programma op de rol met onder meer stoomheimachines en speculaasvormmachines en is Jonker betrokken bij de inrichting van diverse fabrieken in de regio. In 1889 werken er 81 arbeiders, in 1897 125. Het bedrijf blijft bij de tijd: in 1893 wordt de inrichting voorzien van een elektrische licht- en krachtinstallatie d.m.v. Lavalturbine. De firma is ook betrokken bij de verdere exploitatie van Lavalturbines. In 1902 volgt de omzetting in een Naamloze vennootschap.

## 20e eeuw
De nieuwe generatie Jonker zetten de zaken begin 20e eeuw energiek voort. In 1910 verrijst een nieuwe ketelmakerij naar een ontwerp van architect Van Arkel. Deze omvat ook de eigen elektriciteitscentrale die ook het bedrijfspand aan de overzijde, aan de Grote Bickersstraat van stroom voorziet. In 1912 komt het tot een grondruil met de gemeente Amsterdam waardoor men het huurterrein aan het Westerdok in eigendom verwerft.
In het interbellum is het bedrijf, evenals veel andere metaalbedrijven, conjunctuurgevoelig. Een verbreding van het productieassortiment met onder meer melkpompen, excenterpersen en cacaobonenspillen naast de oudere specialiteiten als pletwalsen en speculaasmachines verbreedt het draagvlak. De constante factor blijft de stoomtechniek en op het gebied van de ketelbouw is Jonker toonaangevend in Nederland, met diverse octrooien als de Jonker-C.W. Ketel, inclusief vliegasvanger, vliegasterugvoerinrichting en stoomdroger naar eigen octrooi, in samenwerking met prof. Ter Linden. Met Ter Linden werkt men verder samen aan stofvangers en olie- en waterafscheiders. In 1941 levert men de 1700ste stoomketel.

## Laatste decennia
Jonker blijft lang een familiebedrijf, maar uiteindelijk komt ook een 'buitenstaander' in de directie. Ondertussen kampt men op de aloude bedrijfslocatie in hartje Amsterdam met ruimteproblemen en toegankelijkheid. In 1964 wordt een terrein te Stavoren voor een filiaal aangekocht maar voordat dit goed en wel klaar is volgt in 1966 een fusie met branchegenoot DuCroo. Deze zit aan de Westhaven, ruim in het jasje maar kampt met personeelsgebrek. Jonker produceert met succes apparatuur voor de (petro)chemische industrie, DuCroo kwakkelt. Met de verhuizing van Jonker komt een einde aan ruim 150 jaar ijzerbedrijvigheid op Bickerseiland. De 100 personeelsleden van Jonker in Amsterdam kunnen zo aan de slag bij DuCroo, de 59 personeelsleden in Stavoren zijn bij de fusie onderdeel van de overeenkomst. De oude opstallen brengen f 1,5 miljoen in het laatje. Maar heel goed gaat het dan al niet met beide bedrijven. De nieuwe combinatie Jonker du Croo, sinds 1968 onderdeel van Hollandia Kloos, wordt in 1983 gesloten, in 1984 volgt faillissement. De sluiting betekent ontslag voor alle 189 werknemers.

## Wetenswaardigheden

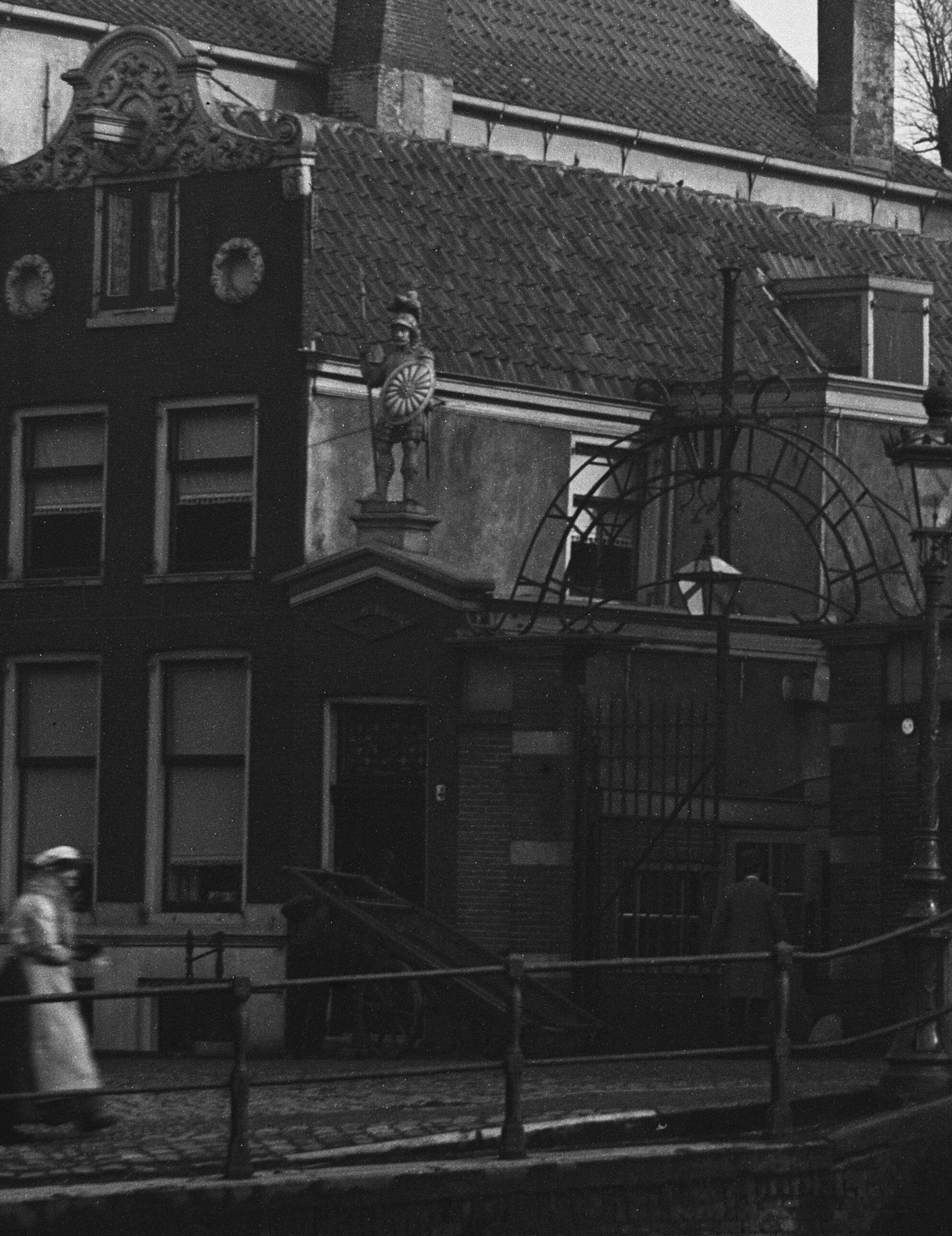
De reus van Bickerseiland
(foto Jacob Olie, 1896)

De fabriek was bekend door het houten beeld van een reus dat ruim een eeuw boven de ingang is gesteld. De oorsprong van dit beeld ligt veel verder terug in de tijd. In 1951 is deze 'Reus van het Bickerseiland' zodanig aangetast door de tand des tijd dat de fabriekstimmerman D. Rijnsdorp een replica maakt. Na wat omzwerven kwam het beeld in 2011 terug naar Amsterdam om een plaats te krijgen op de Touwslagerstraat.
Het bij het brede publiek meest bekende product is ongetwijfeld de 19 meter hoge baggertoren voor de zoektocht naar de schat van de Lutine die in 1934 wordt geleverd.
Het voormalige fabrieksgebouw op de Grote Bickersstraat 2-4 is sind 2018 omgevormd tot een woningblok. Ervoor ligt het Hendrik Jonkerplein.